# 康显扬
康显扬（1923年—2022年12月27日），男，广东顺德人，中国敎育工作者，曾任澳门培正中学教务主任、校长，第七、八届全国政协委员。

## 註
1. ↑  一說1924年生。[1]